# Samboal
Samboal és un municipi espanyol de la província de Segòvia, a la comunitat autònoma de Castella i Lleó. El 2020 tenia 460 habitants. El terme municipal té dos nuclis de població el de Samboal, que dona nom al municipi, i el de Narros de Cuéllar a poc menys de 5 km al nord d'aquell.